# Liste der Baudenkmale in Brightwater
Die Liste der Baudenkmale in Brightwater umfasst alle vom New Zealand Historic Places Trust (NZHPT) als „Historic Place“ oder „Historic Area“ eingestuften Baudenkmale und Flächendenkmale der neuseeländischen Ortschaft Brightwater. Die Angaben stammen aus dem Register des NZHPT. Die Bezeichnungen der Baudenkmale orientieren sich an diesem Register. In die Liste werden auch bekannte Wahi Tapu (Area), kulturell und religiös bedeutsame Stätten und Gebiete der Māori, aufgenommen. Sie werden jedoch meist nicht publiziert.

| Bild           | Bezeichnung                     | Ort         | Anschrift                                    | Beschreibung                          | Bauzeit | Eintrag            | Nummer | Kat. |
| -------------- | ------------------------------- | ----------- | -------------------------------------------- | ------------------------------------- | ------- | ------------------ | ------ | ---- |
| weitere Bilder | Brightwater Primary School      | Brightwater | 106 Ellis Street Karte                       | Grundschule                           | n.a.    | 25. November 1082  | 1629   | 2    |
| BW             | Brightwater Playcentre Building | Brightwater | Lord Rutherford Road Karte                   | Vorschule                             | n.a.    | 19. September 1982 | 1631   | 2    |
| BW             | House                           | Brightwater | 23 River Terrace Road und Factory Road Karte | Wohnhaus                              | n.a.    | 25. November 1982  | 1640   | 2    |
| BW             | Shenandoah                      | Brightwater | 75 Ellis Street Karte                        | Wohnhaus                              | n.a.    | 25. November 1982  | 1641   | 2    |
| BW             | House                           | Brightwater | 49 Ellis Street Karte                        | Wohnhaus                              | n.a.    | 25. November 1982  | 1642   | 2    |
| BW             | House                           | Brightwater | 125 Ellis Street Karte                       | Wohnhaus                              | n.a.    | 25. November 1982  | 1644   | 2    |
| BW             | House                           | Brightwater | 36 River Terrace Road Karte                  | Wohnhaus                              | n.a.    | 25. November 1982  | 1645   | 2    |
| weitere Bilder | St Paul's Church                | Brightwater | 68 Waimea West Road Karte                    | Kirche, anglikanische                 | n.a.    | 25. November 1982  | 1661   | 2    |
| weitere Bilder | Methodist Church (Former)       | Brightwater | 3 Ellis Street and 1 Bryant Road Karte       | ehemalige Kirche; jetzt Vesper's Cafe | n.a.    | 25. November 1982  | 2968   | 2    |
| BW             | House                           | Brightwater | 102 Ellis Street Karte                       | Wohnhaus                              | n.a.    | 25. November 1982  | 2974   | 2    |
| BW             | House                           | Brightwater | 90 Ellis Street Karte                        | Wohnhaus                              | n.a.    | 25. November 1982  | 2975   | 2    |
| BW             | House                           | Brightwater | 79 Ellis Street Karte                        | Wohnhaus                              | n.a.    | 25. November 1982  | 2976   | 2    |
| BW             | Post Office (former)            | Brightwater | 43 Ellis Street Karte                        | Postamt, ehemaliges                   | n.a.    | 25. November 1982  | 2979   | 2    |
| BW             | Stables (Brian O'Connor)        | Brightwater | 111 Lord Rutherford Road Karte               | Stallungen                            | n.a.    | 25. November 1982  | 2982   | 2    |
| BW             | Three Bridges Traders Building  | Brightwater | 48 Ellis Street und Charlotte Lane Karte     | Laden                                 | n.a.    | 25. November 1982  | 2983   | 2    |